# Symphonica in Rosso - Live at Ziggo Dome, Amsterdam
Symphonica in Rosso - Live at Ziggo Dome, Amsterdam è un album dal vivo del gruppo musicale britannico Simply Red, registrato allo Ziggo Dome di Amsterdam  con un'orchestra di 40 elementi.

## Tracce
CD
1. All or Nothing at All
2. For Your Babies
3. So Beatiful
4. Say You Love Me
5. Home
6. Picture Book
7. Holding Back the Years
8. Stars
9. A New Flame
10. It's Only Love
11. Sunrise
12. Something Got Me Started
13. Fairground
14. My Way
15. If You Don't Know Me by Now

DVD
1. All or Nothing at All
2. Your Mirror
3. For Your Babies
4. Someday in My Life
5. So Beatiful
6. Say You Love Me
7. Home
8. Smile
9. It Was a Very Good Year
10. Picture Book
11. Holding Back the Years
12. Stars
13. A New Flame
14. It's Only Love
15. Sunrise
16. Something Got Me Started
17. Fairground
18. My Way
19. If You Don't Know Me by Now

## Classifiche
| Classifica (2018) | Posizione massima |
| ----------------- | ----------------- |
| Austria           | 52                |
| Belgio (Fiandre)  | 98                |
| Germania          | 37                |
| Paesi Bassi       | 41                |
| Regno Unito       | 58                |